# Helena Dunicz-Niwińska
Helena Dunicz-Niwińska, née le 28 juillet 1915 à Vienne et morte le 12 juin 2018 à Cracovie, est une violoniste polonaise ayant fait partie de l'Orchestre des femmes d'Auschwitz.

## Biographie
Helena Dunicz-Niwińska naît à Vienne où son père travaille pour la Chambre du Trésor de Galicie et la famille doit partir pour Lviv (alors dans l'Autriche-Hongrie) pendant la Première Guerre mondiale. Là, Helena commence à apprendre le violon au conservatoire de Société polonaise de musique à l'âge de 10 ans sous l'impulsion de son père. Enfant, elle assiste à un concert d'Alma Rosé, qu'elle retrouvera dans l'orchestre d'Auschwitz des années plus tard. Entre 1934 et 1939, elle fait des études en pédagogie tout en continuant la musique.
En janvier 1943, elle est arrêtée avec sa mère par les Allemands et internées dans une prison de Lviv. Au bout de 10 mois d'emprisonnement, elles sont transportées vers Auschwitz où elles arrivent le 3 octobre,,. Là, elle est choisie pour intégrer l'orchestre des femmes, dirigé à ce moment-là par Zofia Czajkowska. Son numéro de matricule est le 64118. Lorsqu'elle arrive au camp, elle n'a pas joué depuis 2 ans. Le groupe de femmes de l'orchestre est séparé des autres prisonnières et vit dans le block no 12. Dans ses mémoires, elle raconte que l'orchestre ne jouait ni pendant les sélections, ni lors des exécutions mais que les SS leur demandaient certains soirs de jouer pour eux. Pendant cette année dans le camp, elle se rapproche de deux autres violonistes, Jadwiga Zatorska et Zofia Cykowiak.
En janvier 1945, elle fait partie d'une marche de la mort reliant Auschwitz à Ravensbrück puis Neustadt-Glewe,. Après la libération du camp, elle retourne en Pologne et s'installe à Cracovie où elle travaille pour l'éditeur de musique Polskie Wydawnictwo Muzyczne pendant les 30 années suivantes. Là, elle découvre que seul son frère Boleslaw a survécu à la guerre. Sa mère est morte en décembre 1943. Dix ans après la fin de la guerre, elle retourne à Auschwitz.
Elle publie ses mémoires en 2013, alors qu'elle est presque centenaire, pour que la vie et la mémoire des membres de l'orchestre soit conservée. La même année, elle prête des objets personnels provenant de sa déportation pour l’exposition Lagerkapelle au Musée national Auschwitz-Birkenau, exposition qui s'intéresse à la musique dans le camp. Son histoire est aussi montrée lors de l'exposition Muzyka w okupowanej Polsce 1939-1945 (Musique en Pologne occupée 1939-1945) au Musée 303 à Oświęcim en 2018.
Lors de la visite du pape François à Auschwitz en juillet 2016, elle fait partie des dix survivants qui l'accompagnent,.
À Cracovie, en 2018, elle participe à un examen d'histoire avec 70 élèves de la ville et obtient la meilleure note.
Elle meurt le 12 juin 2018 à Cracovie, à l'âge de presque 103 ans.

## Œuvre
- (pl) Drogi mojego życia. Wspomnienia skrzypaczki z Birkenau [« Au prix de ma vie. Souvenirs de la violoniste de Birkenau »], Musée d'Auswchitz-Birkenau, 2013, 184 p. (lire en ligne)[13]